# HD 164604
HD 164604 é uma estrela na constelação de Sagittarius. Sua magnitude aparente visual é de 9,83, tornando-a invisível a olho nu. Medições de paralaxe, do segundo lançamento do catálogo Gaia, mostram que está localizada a uma distância de 128,5 anos-luz (39,4 parsecs) da Terra.
Esta é uma estrela de classe K da sequência principal (anã laranja) com um tipo espectral de K3.5V(k). A notação '(k)' indica que as linhas espectrais K e H de cálcio ionizado (Ca II) estão levemente invertidas. HD 164604 tem uma massa estimada em cerca de 80% da massa solar e está brilhando com 27% da luminosidade solar, com uma temperatura efetiva de 4 700 K. Sua metalicidade, a abundância de elementos além de hidrogênio e hélio, é incerta, com estimativas variando entre 66 e 132% da abundância de ferro do Sol.
Em 2010 foi publicada a descoberta de um planeta extrassolar ao redor de HD 164604, um gigante gasoso com uma massa mínima de 2,7 vezes a massa de Júpiter. Sua órbita tem um período de 606 dias, semieixo maior de 1,3 UA e é moderadamente excêntrica. A detecção foi feita pelo método da velocidade radial a partir de observações pelo espectrógrafo MIKE, montado no Telescópio Magellan Clay, como parte do Magellan Planet Search Program. Além das variações de velocidade radial causadas por esse planeta, a solução orbital apresenta uma tendência linear indicando a presença de um segundo objeto mais afastado no sistema, com um período de mais de 7 anos. Simulações indicam que o sistema é capaz de possuir um planeta terrestre na zona habitável, que poderia ser detectável pela próxima geração de espectrógrafos, como o ESPRESSO.
| Planeta | Massa         | Semieixo maior (UA) | Período orbital (dias) | Excentricidade |
| ------- | ------------- | ------------------- | ---------------------- | -------------- |
| b       | ≥2,7 ± 1,3 MJ | 1,3 ± 0,05          | 606,4 ± 9,0            | 0,24 ± 0,14    |